# نيكيتا ميلينكوف (لاعب كرة قدم)
نيكيتا ميلينكوف (بالروسية: Мельников, Никита Михайлович)‏ هو لاعب كرة قدم روسي في مركز الهجوم، ولد في 28 فبراير 1997 في موسكو في روسيا. لعب مع أرسنال تولا وتوربيدو موسكو ونادي ساتورن رامنسكوي ونادي سلافيا-موزير.

## وصلات خارجية
- نيكيتا ميلينكوف (لاعب كرة قدم) على موقع قاعدة بيانات كرة القدم.إي يو (الإنجليزية)
- نيكيتا ميلينكوف (لاعب كرة قدم) على موقع Soccerway.com (الإنجليزية)